# José de Ezpeleta

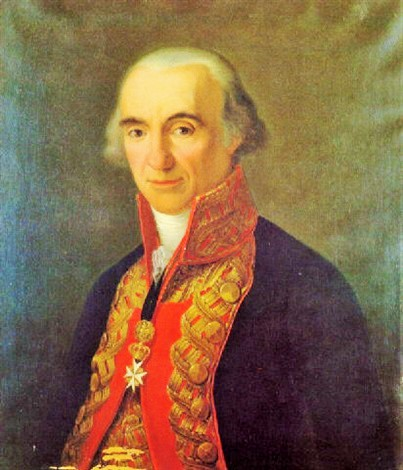
José Manuel de Ezpeleta

José Manuel de Ezpeleta y Galdeano Dicastillo y Prado, Graf (spanisch conde) von Ezpeleta de Beire, Burggraf (spanisch vizconde) des Palacio de Tajonar (* 1742 in Barcelona, Spanien; † 23. November 1823 in Pamplona, Spanien) war ein spanischer Offizier und Kolonialverwalter, der als Vizekönig von Neugranada und Navarra amtierte.

## Leben

### Herkunft und Militärkarriere
Ezpeleta entstammte einer Familie des spanischen Adels. Er trat mit 14 Jahren im Regiment von La Coruña in den spanischen Militärdienst ein. Ezpeleta war Ritter vom Orden Karls III. sowie im Orden des heiligen Hermenegild und Richter des Johanniterordens.
1763 wurde er nach Kuba versetzt. Er heiratete María Paz Enríquez y Acledo, die Tochter des Markgrafen (marqués) von Casa Enrile. Bis 1781 stieg er bis zum Range eines Brigadegenerals auf. 1783 ging er als Heeresinspekteur nach Mexiko.
1785 beförderte man ihn zum Generalleutnant, und bald darauf wurde er als Generalkapitän und Gouverneur ins spanische Louisiana entsandt.

### Amtszeit als Vizekönig von Neugranada
Nach seiner Ernennung zum Vizekönig von Neugranada reiste er nach Südamerika und übernahm 1789 sein Amt. Militärisch erreichte er den Rang eines Feldmarschalls.
Er mühte sich, die sinkenden Staatseinnahmen aus dem Bergbau zu erhöhen.
In seine Amtszeit fiel die Gründung der ersten Zeitung in Neugranada: Der Papel Periodico de Santa Fé erschien erstmals. Eine botanische Expedition entdeckte die Düngewirkung des Guano, ein Gegengift gegen Schlangenbisse sowie die Muskatnuss. Ezpeleta gründete das erste Theater in Bogotá.
Der kultivierte Vizekönig förderte literarische Zirkel, vertrat aber politisch eine klare Linie gegen alle revolutionären Bestrebungen: Als der Verleger Antonio Nariño eine spanische Übersetzung der französischen "Geschichte der Verfassungsversammlung" von Salart de Montjoye veröffentlichte, welche die französische Revolution beschrieb und die Erklärung der Menschenrechte enthielt, ließ der Vizekönig ihn gefangen nehmen, verurteilen und nach Spanien verbringen.

### Rückkehr nach Spanien, Exil
1797 übergab er sein Amt an Pedro Mendinueta y Múzquiz und kehrte zurück nach Spanien. König Karl IV. verlieh ihm den Titel eines Grafen (conde) von Ezpeleta de Beire und des Burggrafen (vizconde) des Palacio de Tajonar. Zunächst amtierte er als Generalkapitän von Neukastilien, ab 1808 als Generalkapitän in Katalonien.
Der Sturz von Manuel de Godoy, dem Staatsminister des Königs Karl IV., durch die Meuterei von Aranjuez bedeutete auch das vorübergehende Ende von Ezpeletas politischer Karriere.
Zu dieser Zeit tobte in Spanien bereits der napoleonische Krieg, und Truppen unter Guillaume Philibert Duhesme hatten Barcelona eingenommen. Ezepeleta verweigerte den Treueeid auf Joseph Bonaparte, der von seinem Bruder Napoleon als König in Spanien eingesetzt werden sollte.
Ezpeleta zog sich nach Pamplona zurück, wurde dort aber von napoleonischen Truppen gefangen genommen und verbrachte die Zeit bis zur Rückkehr von König Ferdinand VII. im Exil in Frankreich.

### Amtszeit als Vizekönig von Navarra
1814 konnte er wieder nach Spanien zurückkehren. Der König ernannte ihn zum Vizekönig von Navarra; dieses Amt übte er bis 1820 aus.
1820 erhoben sich die liberalen Konstitutionalisten gegen den absolutistisch regierenden König Ferdinand. Im Trienio Liberal wurde Ezpeleta abgesetzt und lebte in zeitweise in Valladolid.
Als König Ferdinand sich 1823 die absolutistische Macht zurückerobert hatte, wurde auch José de Ezpeleta als Vizekönig von Navarra wieder ins Amt gebracht. Er konnte diese letzte Amtszeit aber nur kurze Zeit ausüben, ehe er im November 1823 starb.